# Les Tubes disco de Dalida
Les Tubes disco de Dalida, anche conosciuta come Kalimba de Luna, è una raccolta postuma della cantante italo-francese Dalida, pubblicata il 12 luglio 2010 da Universal Music France.
L'album contiene, oltre ad alcune tracce in studio e remix, due nuove edizioni remixate (più un extended remix) del brano Kalimba de Luna, interpretato in versione originale da Dalida già nel 1984 sia in lingua inglese che in francese. Il singolo originale (nella sua versione in inglese) venne pubblicato nell'album in studio Dali del 1984.

## Tracce
1. Kalimba de Luna (versione Balearic remix 2010)
2. Kalimba de Luna (versione Collectif Metissé Summer remix 2010)
3. Americana (versione remix 2001)
4. La feria (versione remix 1998)
5. Amor amor (versione remix 1996)
6. Petit homme (versione remix 2001)
7. Femme est la nuit (versione remix 1998)
8. Salma ya salama (Sueño flamenco) (versione ispano-egiziana)
9. Là bas dans le noir
10. L'amour qui grandit (brano parlato)
11. J'attendrai
12. Besame mucho
13. Rio do Brasil
14. Monday, Tuesday... Laissez-moi danser
15. Gigi in paradisco
16. Kalimba de Luna (bonus - versione extended del Balearic remix 2010)